# Klara folkskola

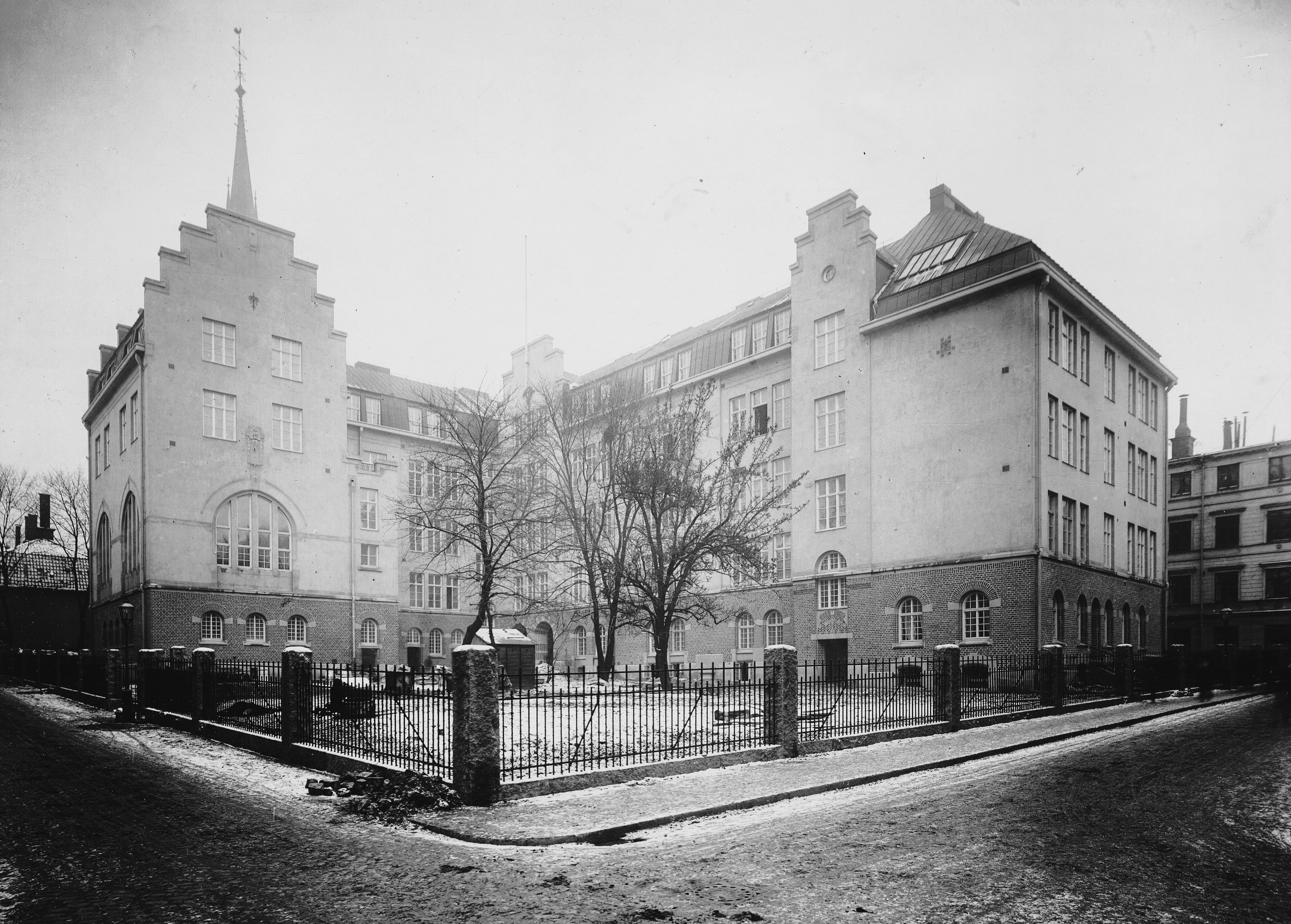
Den nyinvigda folkskolan 1912. Vy från hörnet Klara södra kyrkogata / Stora Vattugatan. Klara kyrkas tornspets i bakgrunden.

Klara folkskola var en folkskola som låg i kvarteret Duvan vid dåvarande Klara södra kyrkogata 13–15 på Norrmalm i Stockholm. Skolan ritades av arkitekten Georg Ringström och invigdes 1912. Den revs 1964 i samband med Norrmalmsregleringen. Klara folkskola bör inte förväxlas med Klara gamla skola som fram till 1880 låg vid Klara västra kyrkogata 20.

## Klara gamla folkskola

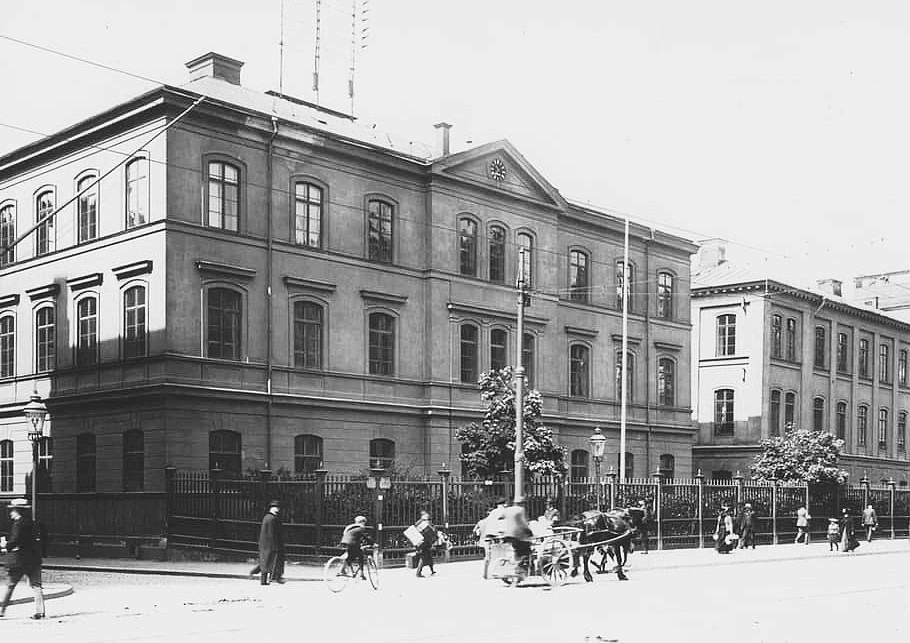
Klara gamla folkskola, Vasagatan, 1900.

En folkskola för pojkar i Klara församling inrättades redan i augusti 1847. Skolverksamheten bedrevs i hyrda lokaler ägda av snickarmästare Dumrath och belägna i hörnet Mäster Samuelsgatan och den numera försvunna Lilla Munklägersgatan (nu Centralstationens banområde). En folkskola för flickor startades samtidigt i fri- och fattigskolans hus i kvarteret Duvan vid dåvarande Stora Vattugatan 16. 
Församlingens första egna skola (idag känt som Klara gamla folkskola) uppfördes 1855-1856 på en nyinköpt tomt i kvarteret Pilen vid Vasagatan 11. På samma tomt byggdes ytterliga två skolhus 1875 respektive 1886 (rivna 1939 respektive 1955). August Strindberg var under en kortare tid på 1870-talet en av skolans lärare.
Alla dessa skolverksamheter avvecklades och flyttades 1912 till ett nytt stort skolhus i kvarteret Duvan. I Duvan låg utöver fri- och fattigskolans hus även Klara prästgård med byggnader från 1700-talet, ett bostadshus från 1850-talet och Alfred Lundins bokbinderi från 1902. Allt revs när Klara folkskola började uppföras 1908. Vid schaktarbeten påträffades källarvalv från Klara kloster.

## Klara folkskola i kvarteret Duvan

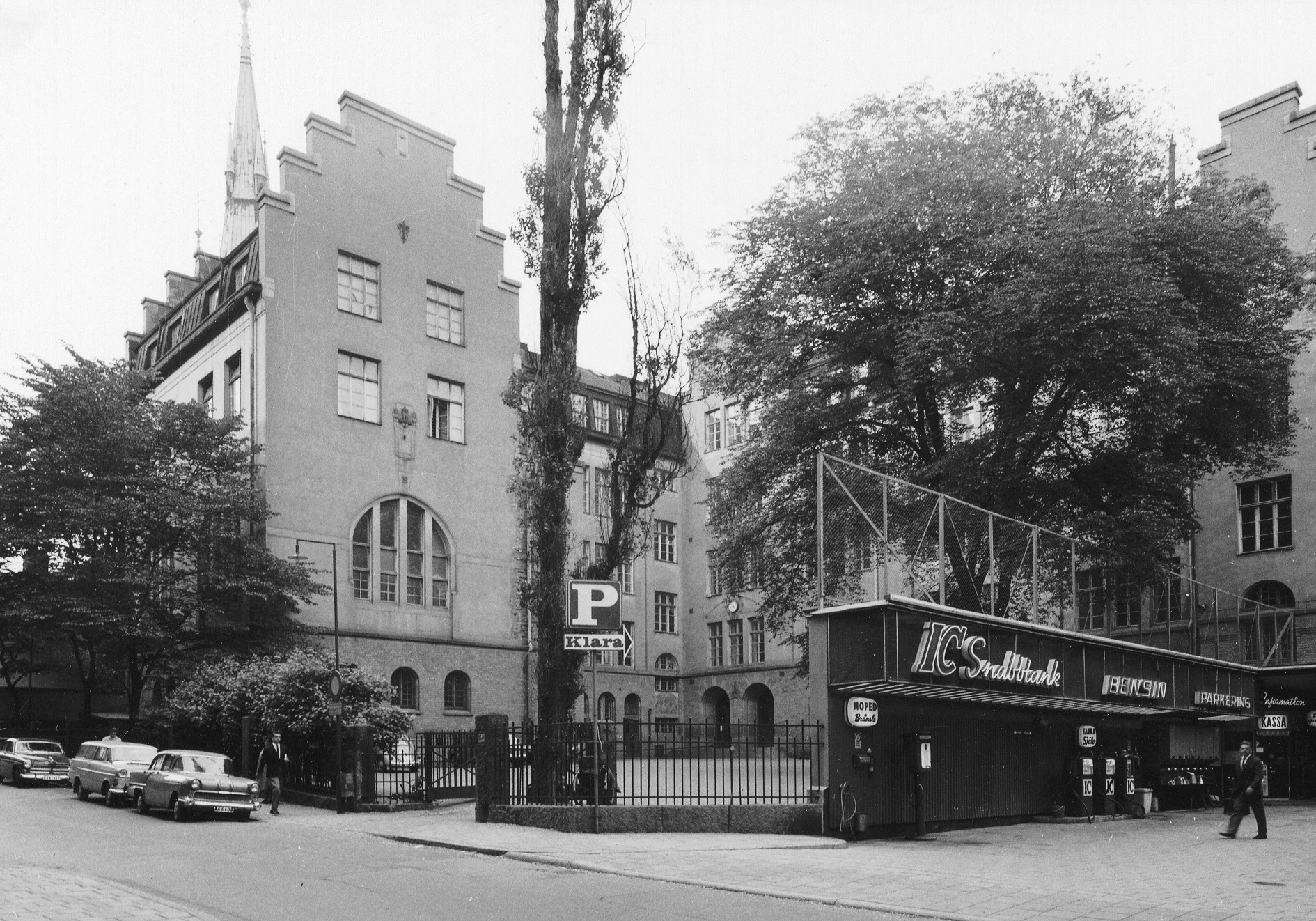
Klara folkskola kort före rivningen, 1964.

Klara folkskolas nya skolhus uppfördes i kvarterets östra och norra del, i direkt anslutning till Klara kyrkas kyrkogård, resten av kvarteret blev skolgård. Till arkitekt anlitades Georg Ringström, en vid tiden välkänd skolarkitekt. 
Ringström ritade en vinkelbyggnad i jugendstil. Byggnaden dominerade hela kvarteret vars fem tomter slogs ihop till en. Skolhuset fick fyra våningar samt en vindsvåning. Huvudentrén och huvudtrappan lades i inre vinkeln mellan gatu- och gårdsflygel. I gatuflygeln anordnades i bottenvåningen: kök, matsal, toaletter och liknande samt två lägenheter; en mindre för maskinisten och en större för rektorn. I våningarna däröver låg skolans klassrum. I gårdsflygeln fanns en badavdelning med simbassäng och bastu längst ner och däröver gymnastiksalen som sträckte sig över två våningars höjd och annonserade sig utåt genom höga välvda fönster. Högst upp i takvåningen låg flera salar för trä- och syslöjd samt sång- och samlingssal, ritsal, naturkunnighetsrum, läkarmottaging och ytterligare klassrum.
Fasaderna var i höjd med bottenvåningen utförda i mönstermurat tegel, däröver putsade. Den norra längan avslutades med en hög trappgavel inåt skolgården. Klara folkskola hade 30 klassrum och koncipierades för 1 000 elever och var den första skolan i Stockholm som hade egen simbassäng. Skolan invigdes den 15 december 1912 och ersatte då de äldre skolorna i kvarteret Pilen.
På skolgårdens sydvästra hörn lät Publicistklubben 1927 resa Christian Erikssons staty över tidningsmannen Lars Johan Hierta (finns numera på Riddarhustorget). Klara folkskola var fram till 1933 huvudskola för Klara församlingens skoldistrikt. Från 1934 låg Praktisk handelsmellanskola i byggnaden, efter 1952 benämnd Handelsrealskola. Mellan 1933 och 1959 bedrevs Fortsättnings- och Ersättningsskola för flickor i skolhuset. 

### Ritningar

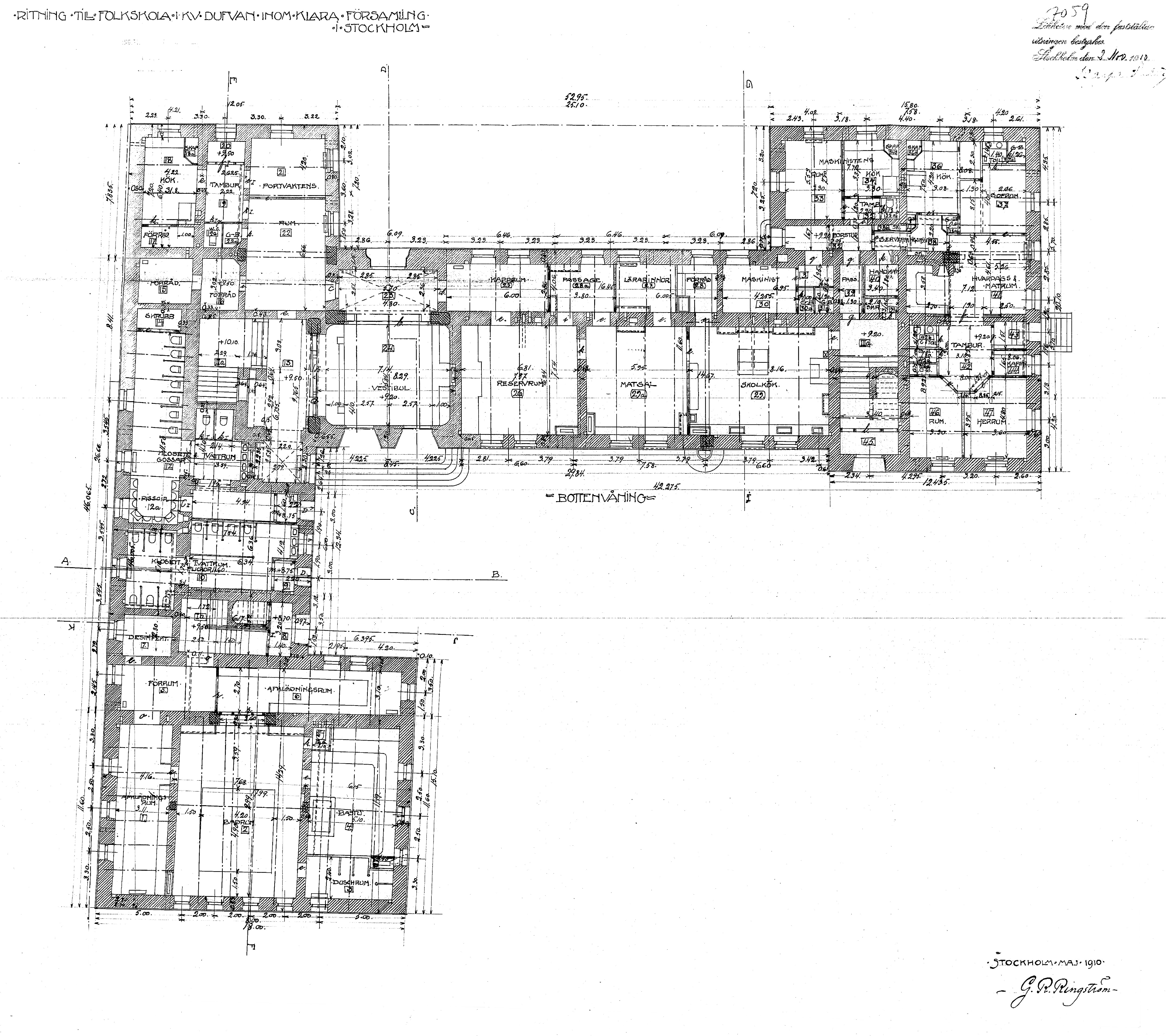
Bottenvåning.
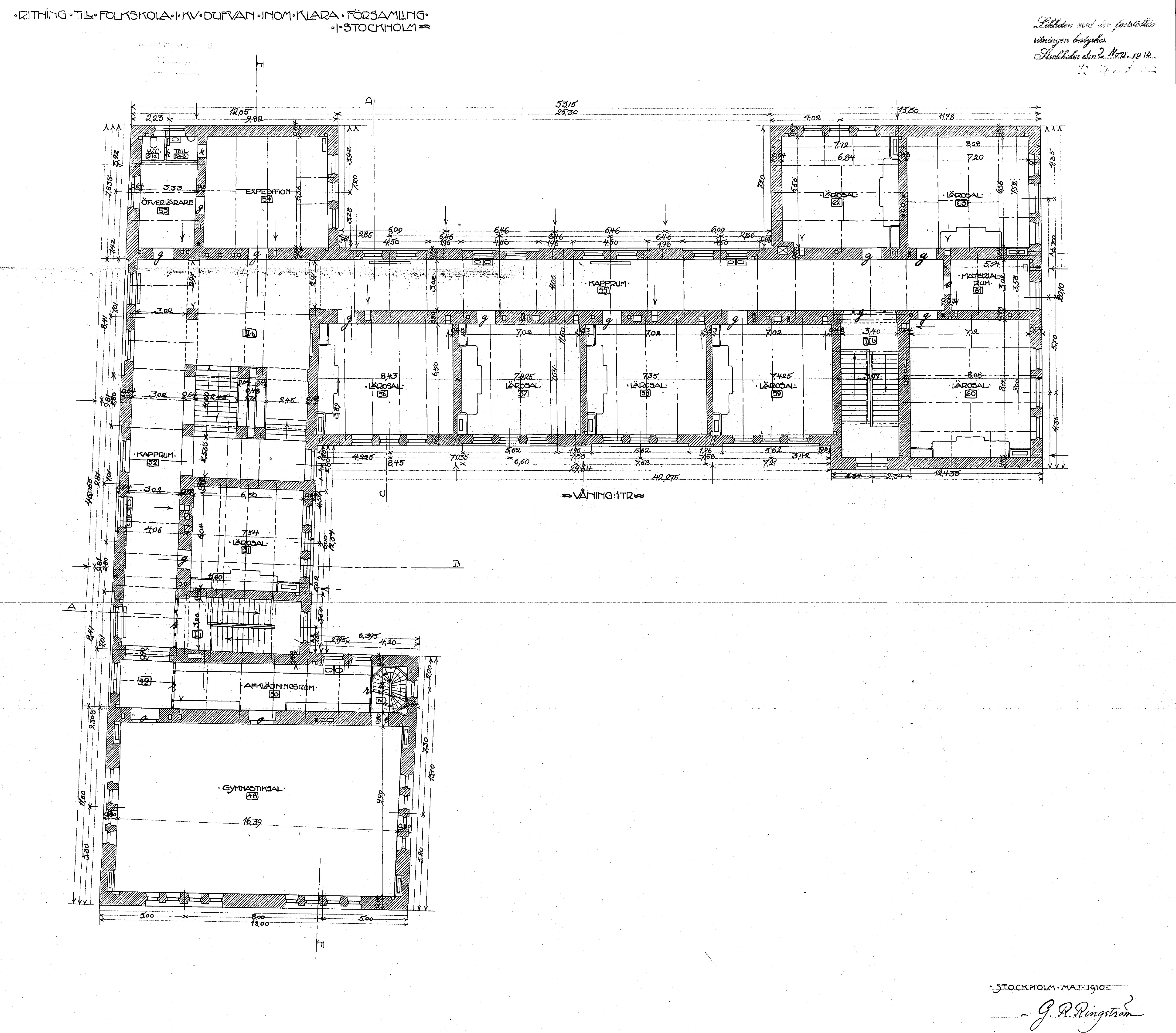
Våning 1 trappa.
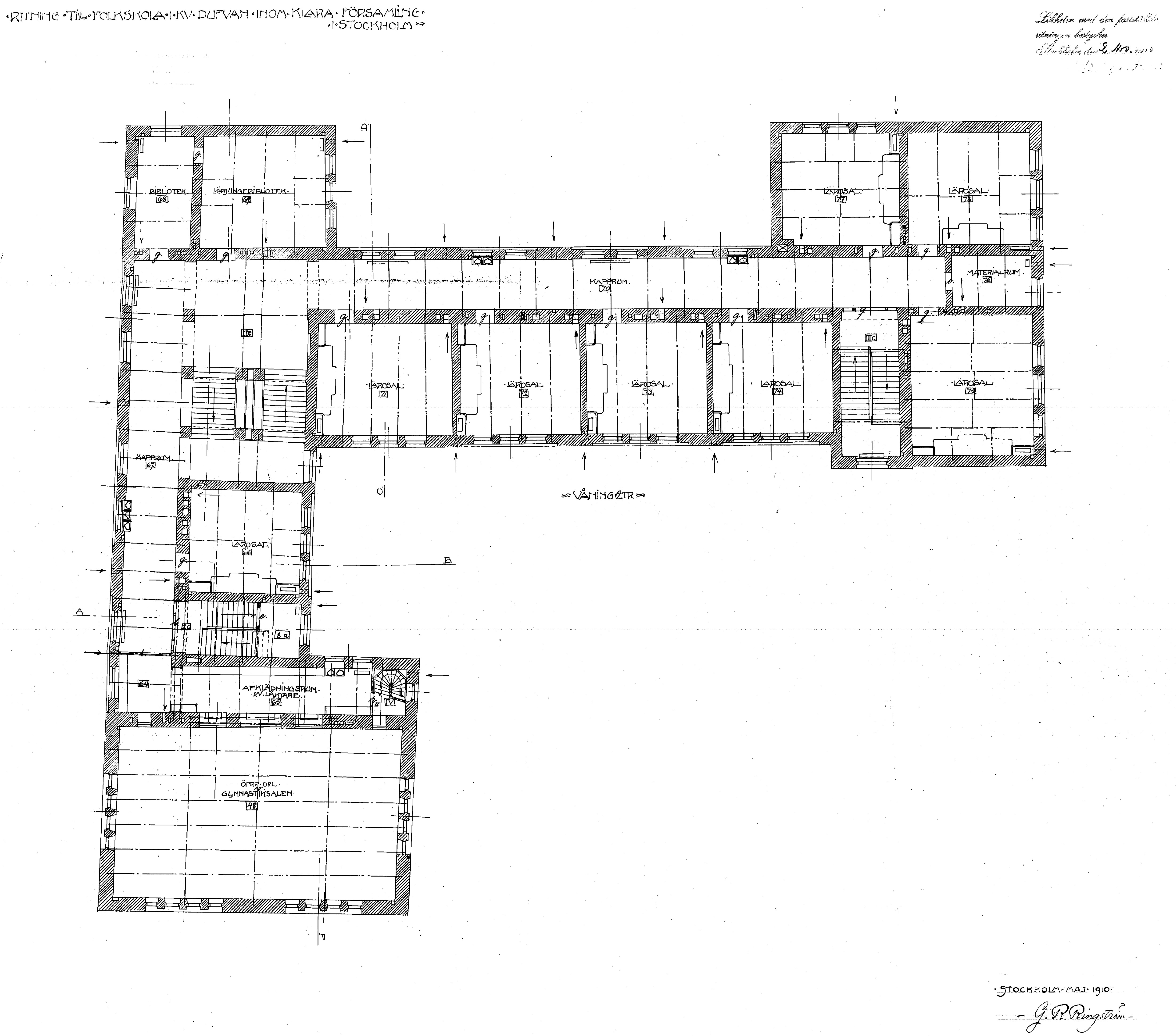
Våning 2 trappor.
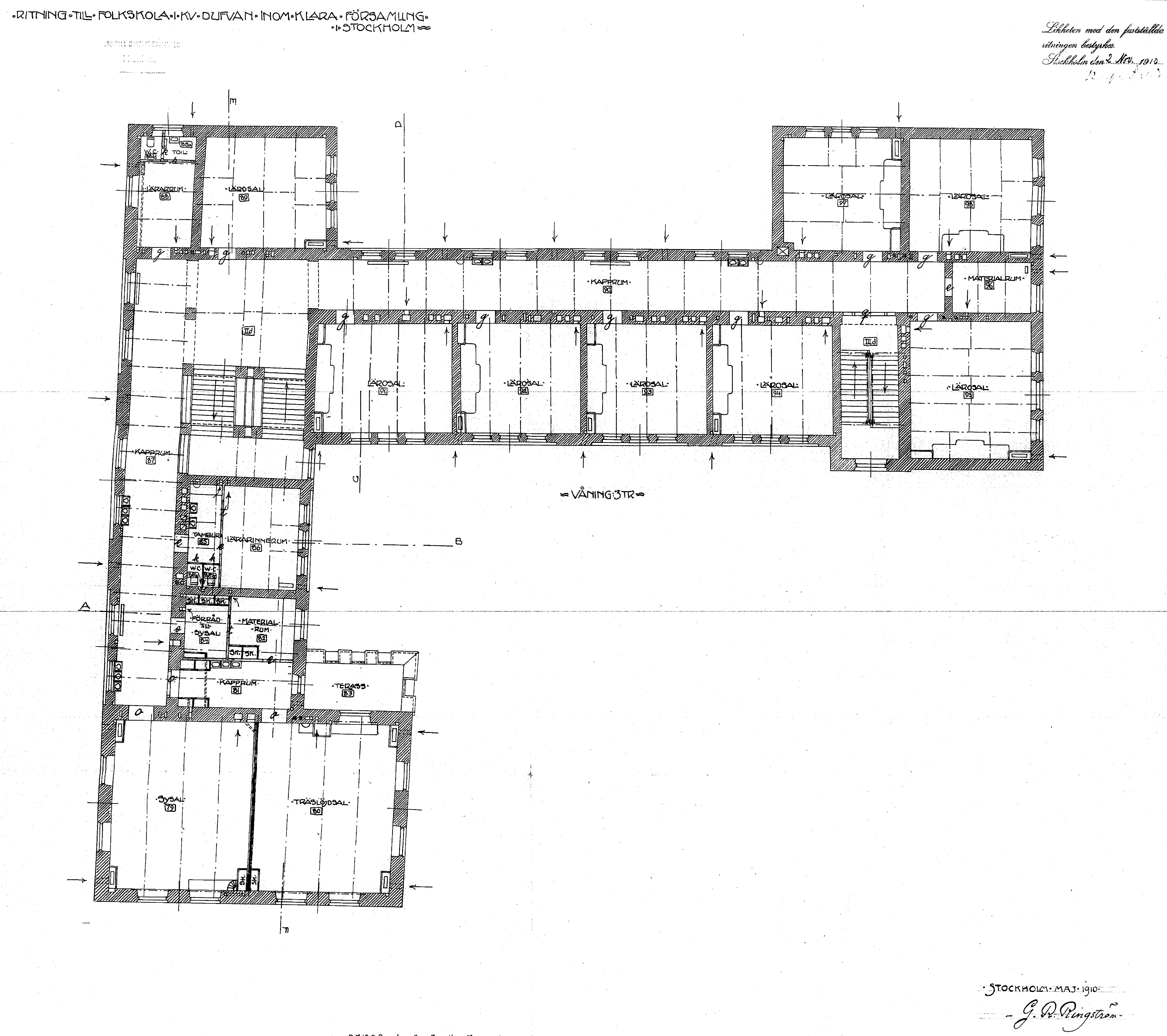
Våning 3 trappor.
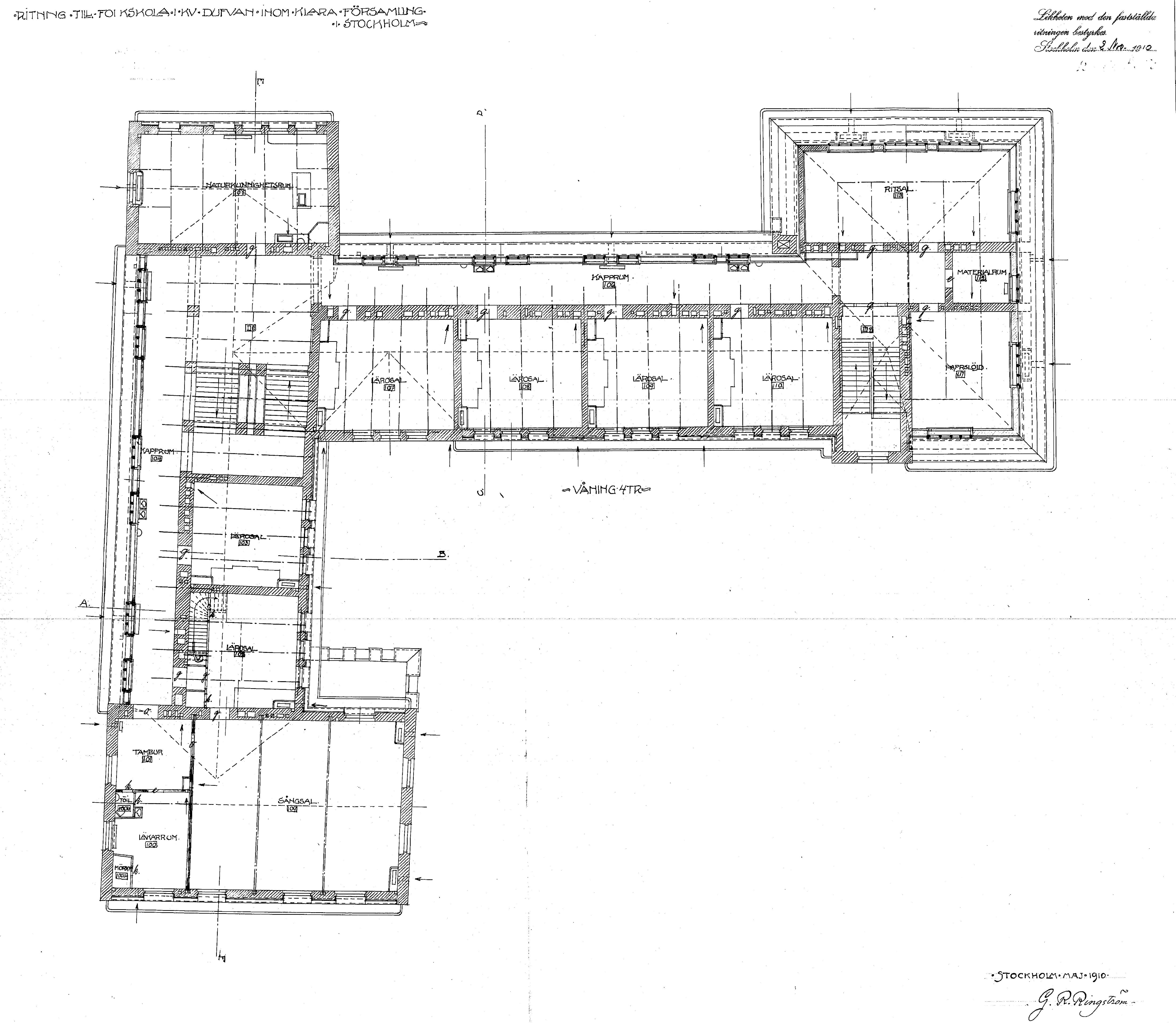
Våning 4 trappor.
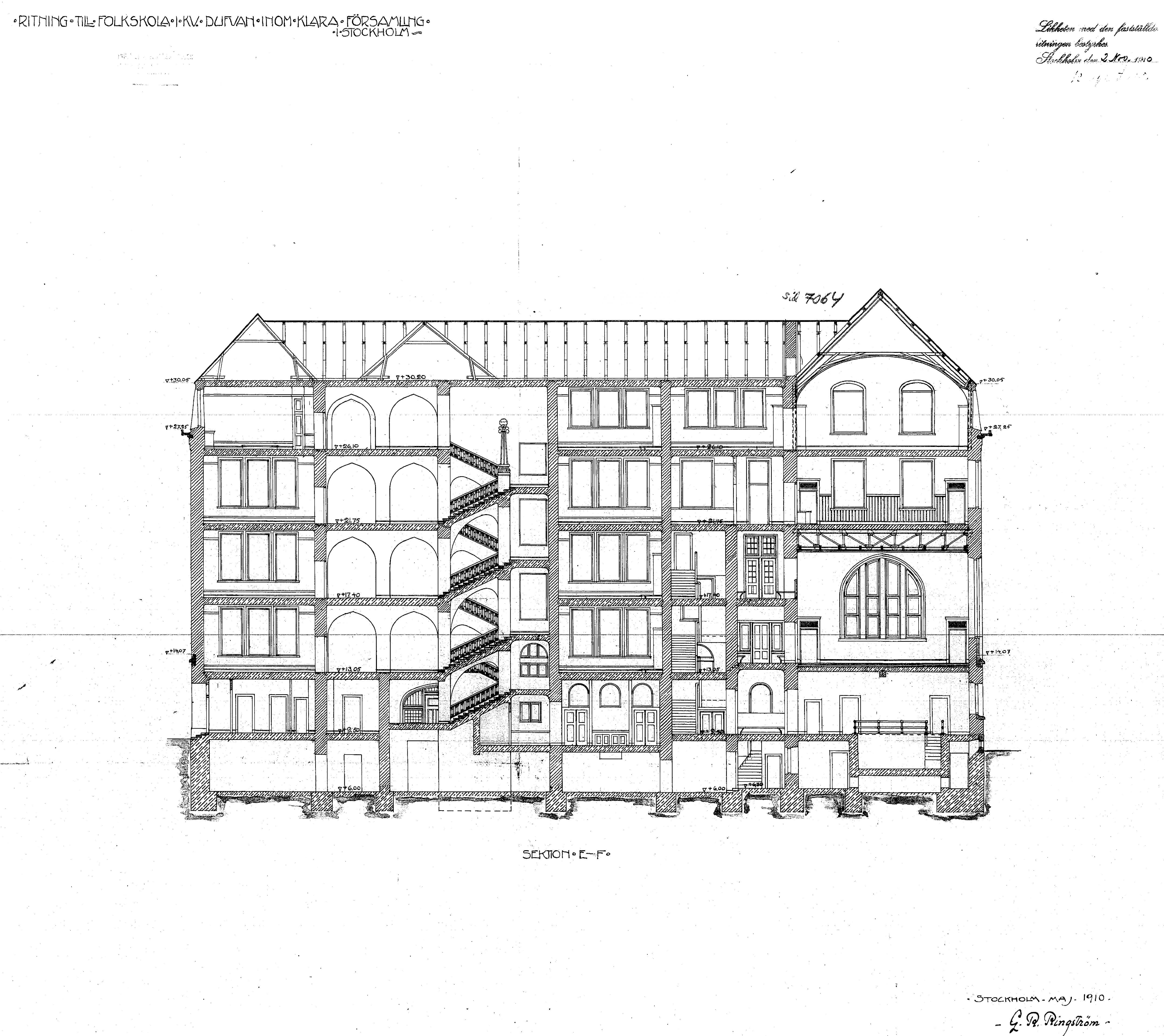
Sektion.

### Skolans vidare öden
På 1950-talet förvandlades en del av skolgården till bilparkeringen P-Klara med en IC-Snabbtank bensinstation. Efter sommarlovet 1964 lades skolverksamheten ner och byggnaden revs. Tomten förblev obebyggd bortsedd från bensinstationen och nyttjades även som parkeringsplats fram till 1974. Därefter uppfördes nuvarande kontorshus, kallat Copper Building, ritat av Malmquist & Skoogh.

### Interiörbilder tagna 1964

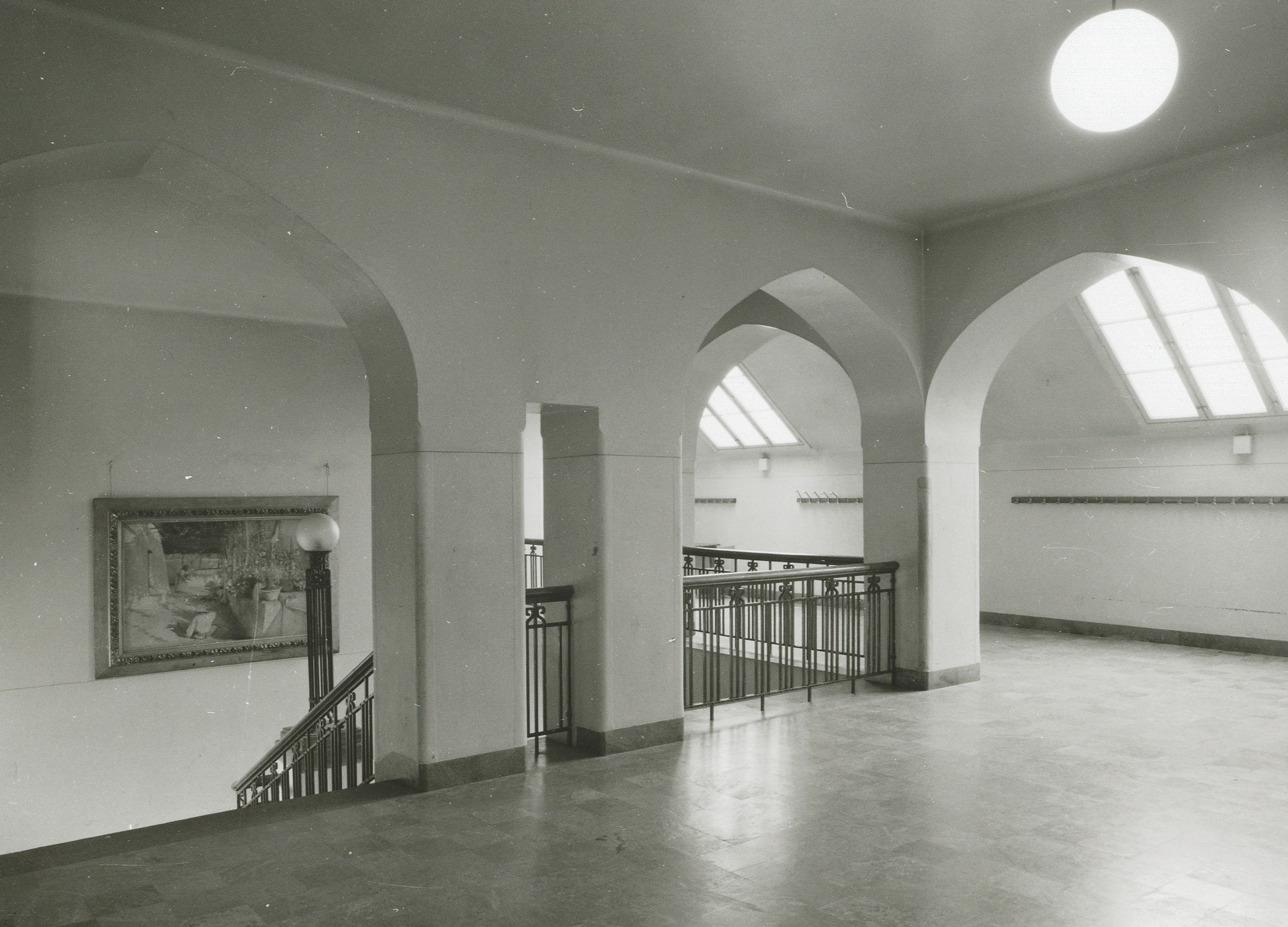
Trapphallen.
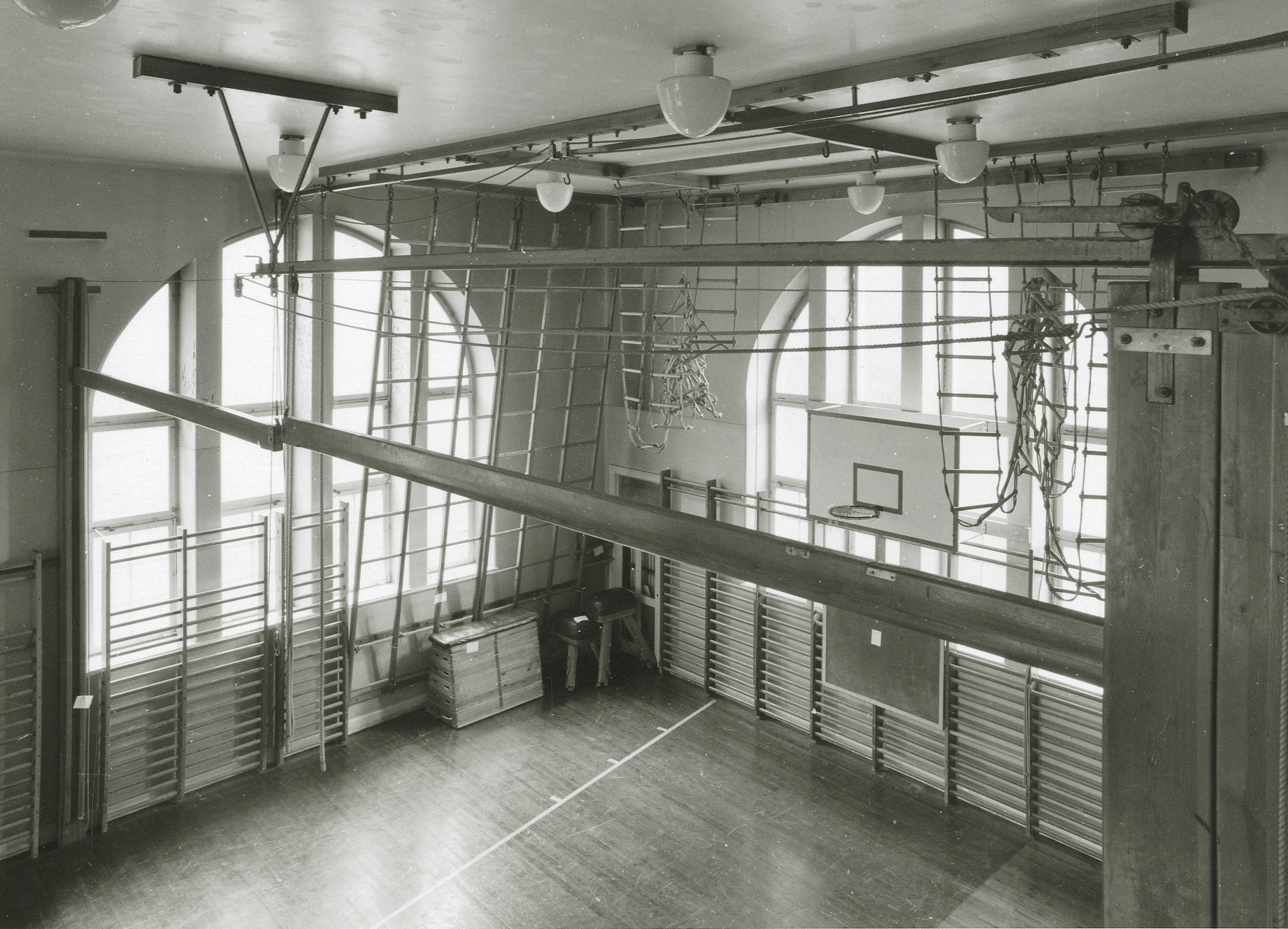
Gymnastiksalen.
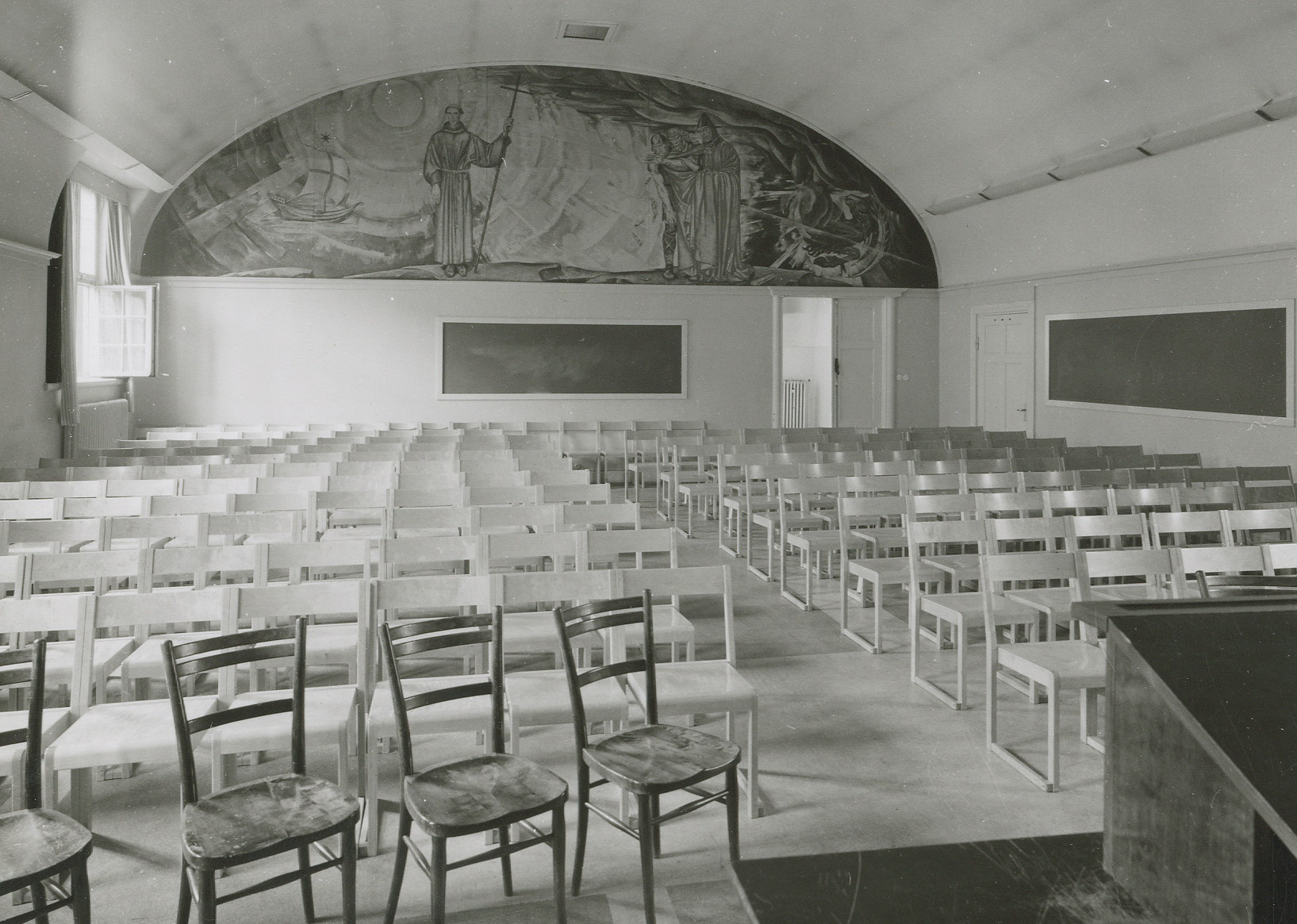
Samlingssalen.
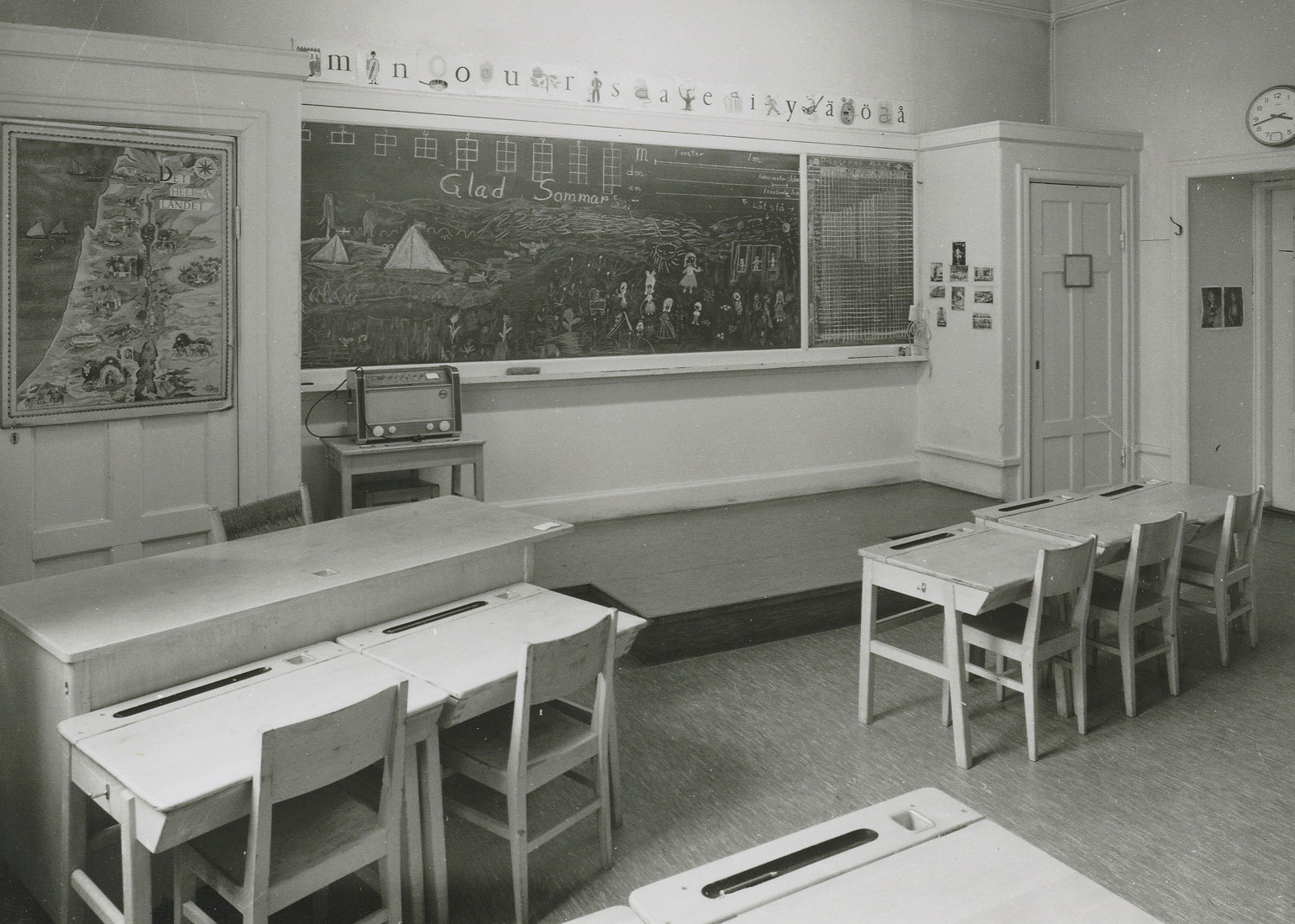
Klassrum.
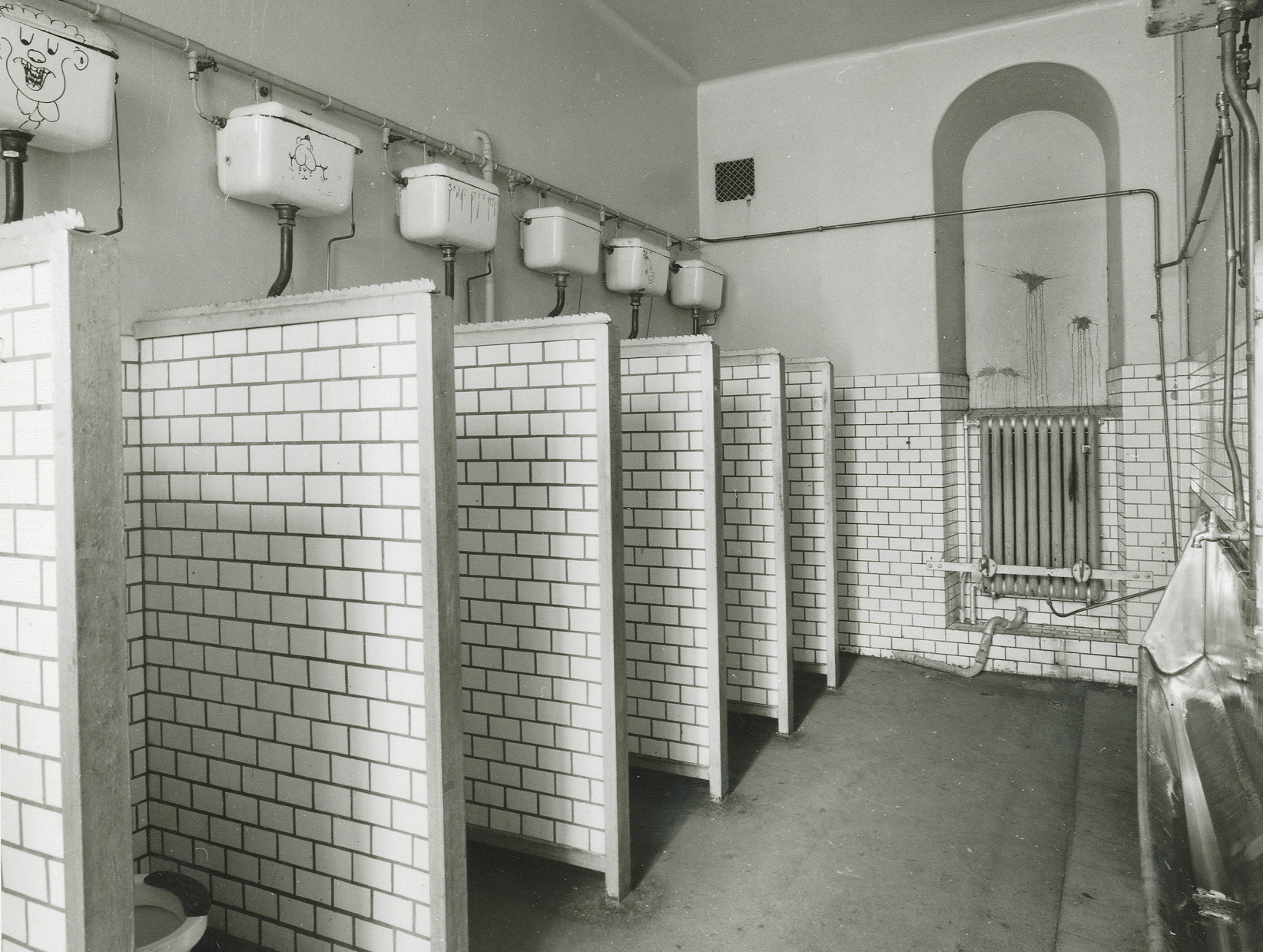
Pojkarnas toalett.